# Eoin McMahon
Eoin McMahon (26 de septiembre de 1995) es un jinete irlandés que compite en la modalidad de salto ecuestre. Ganó una medalla de plata en el Campeonato Europeo de Saltos Ecuestres de 2023, en la prueba por equipos.

## Palmarés internacional
| Campeonato Europeo | Campeonato Europeo | Campeonato Europeo | Campeonato Europeo |
| Año                | Lugar              | Medalla            | Categoría          |
| ------------------ | ------------------ | ------------------ | ------------------ |
| 2023               | Milán (Italia)     | Medalla de plata   | Por equipos        |